# Jimmy Cobb

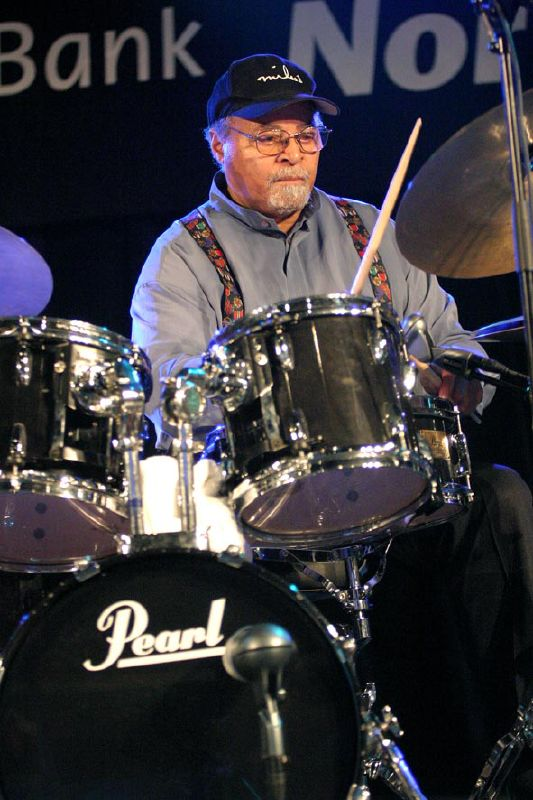
Jimmy Cobb

Jimmy Cobb (Wilbur James Cobb, Washington D.C., 20 januari 1929 – Manhattan (New York), 24 mei 2020) was een Amerikaanse jazzdrummer.  
Hij speelde onder anderen met Kenny Burrell, Dizzy Gillespie, John Coltrane, Stan Getz en Miles Davis.
Zijn beroemdste werk is zijn bijdrage aan Miles Davis' Kind of Blue. Cobb was de laatste overlevende van de muzikanten op deze plaat.
- Bibsys: 1052255
- Biblioteca Nacional de España: XX1443256
- Bibliothèque nationale de France: cb13892597w (data)
- Gemeinsame Normdatei: 134566394
- International Standard Name Identifier: 0000 0001 1494 5249
- Library of Congress Control Number: n86857266
- Nationale Bibliotheek van Letland: 000279457
- MusicBrainz: d0cbf65a-541b-476a-996c-fe2cd264bbd0
- Nationale Bibliotheek van Tsjechië: pna2006362596
- Nationale Bibliotheek van Israël: 987007432133805171
- Nederlandse Thesaurus van Auteursnamen: 073622427
- Réseau des bibliothèques de Suisse occidentale: 02-A003112933
- Istituto Centrale per il Catalogo Unico: TO0V453591
- Système universitaire de documentation: 071003185
- Virtual International Authority File: 85107638
- WorldCat: E39PBJckTBT9m3mVDVkmmvF9Xd